# Els Culdolla

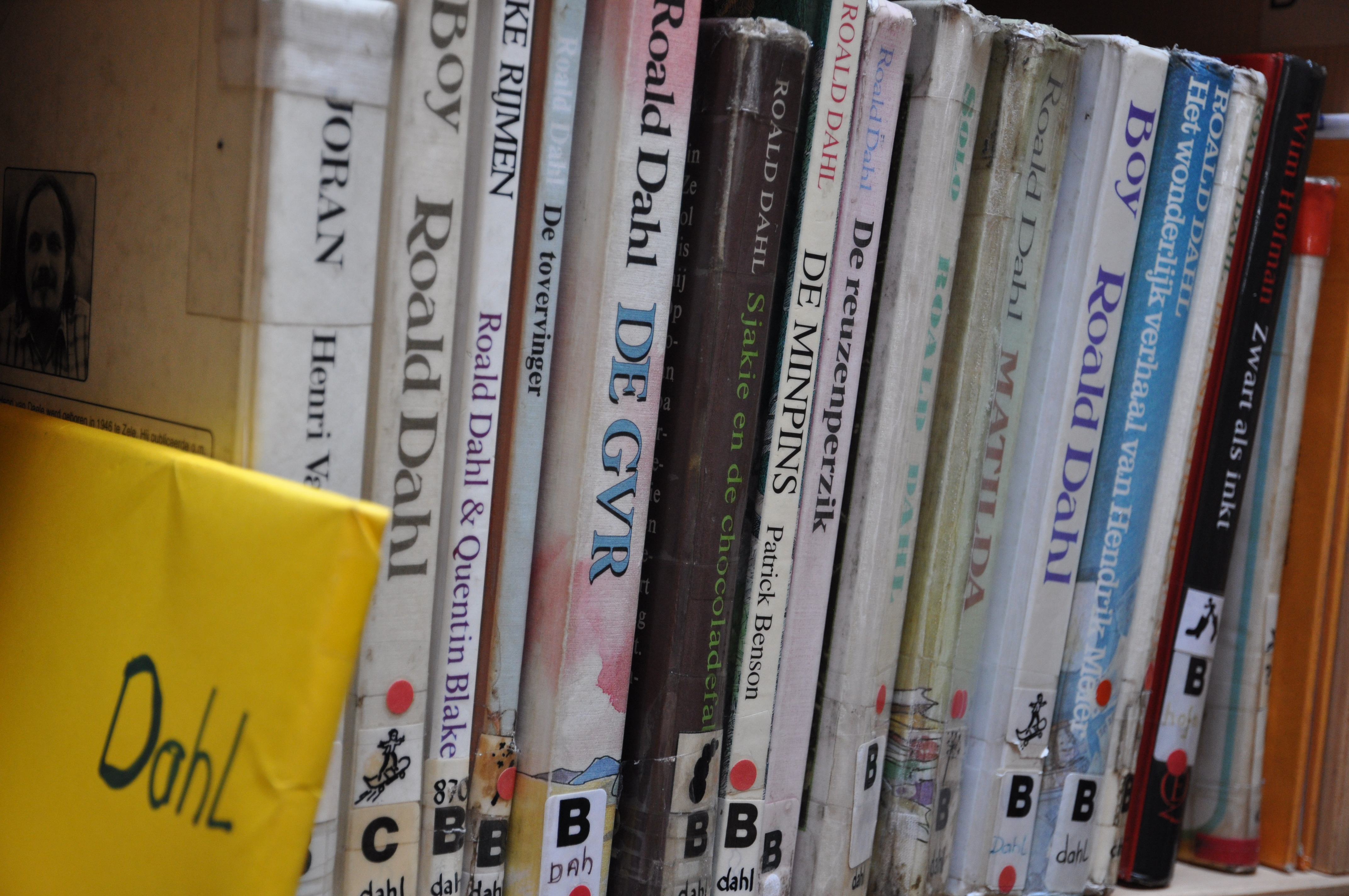
Llibres de Roald Dahl a la biblioteca del Taller de la comunitat infantil de Bilthoven.

Els Culdolla (The Twits) és un llibre infantil d'humor escrit per Roald Dahl i il·lustrat per Quentin Blake el 1979 i publicat el 1980. L'obra va tenir una adaptació teatral el 2007. En català es va publicar el 2010 amb el títol d'Els Culdolla (Editoral La Magrana).

## Context
Els Culdolla va ser creat com una resposta a l'aversió que Dahl tenia vers les barbes i els barbuts. De fet, la primera frase de la història és, "What a lot of hairy-faced men there are around nowadays" (Sí que en n'hi ha, d'homes barbuts, avui en dia!)

## Pel·lícula
El 2003 es va començar a preparar una versió cinematogràfica de l'obra, a mans de John H. Williams i la seva productora Vanguard Animation. Com a part d'un acord amb Walt Disney Pictures, Williams va produir una obra amb John Cleese i Kirk DeMicco com a guionistes. El 2004 es va fer públic que Mark Mylod seria el director de l'obra, i que el mateix Cleese podria protagonitzar-la.
El 2006, després de diversos canvis en l'estratègia de negoci de Disney, el projecte va canviar de productora i va ser gestionat per Working Title i Universal. El 2012, el web oficial anunciava que el projecte seria gestionat per Conrad Vernon, el director de Shrek 2 i Monstres contra alienígenes.

## Relacions amb altres llibres de Dahl
- Una mona anomenada Muggle-Wump també apareix a El Cocodril Enorme. Segons les il·lustracions de Quentin Blake també apareix en La Girafa, el Pelly i jo.
- Un ocell Roly-Poly apareix també a El Cocodril Enorme i a Dirty Beasts.
- Coses segures dins del llibre, com la barba de Twit, "Wormy Spaghetti" i pastís d'ocell, apareix dins de Roald Dahl està Repugnant Receptes.[8]
- Una cola extremadament forta és també esmentada amb el nom de Matilda.
- Una versió de "El Twits" va ser traduïda per Matthew Fitt el 2008 per incloure frases, paraules i expressions en llengua escocesa. El títol de llibre va ser rebatejat "The Eejits" (que en dialecte de Glasgow significa "Els idiotes").